# Уйгурское национально-освободительное движение

Флаг, используемый сторонниками независимости с 1933 года

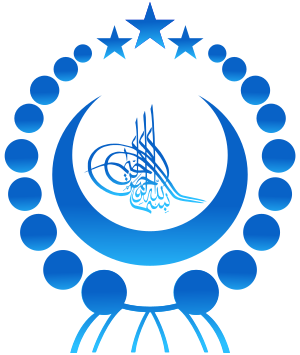
Герб (эмблема), используемый сторонниками независимости с 1933 года

Движение за независимость Восточного Туркестана — политическое движение, возникшее в связи с завоеванием Восточного Туркестана Цинской империей в 1757—1759 годах. Теократическое государство уйгур было ликвидировано, большинство членов двух правящих кланов ходжей — актаглык  и каратаглык были убиты. Единственный спасшийся потомок клана актаглыков Самсак-ходжа эмигрировал в Бухару, а затем в Коканд. Несмотря на то, что сейчас регион входит в состав КНР, движение продолжает действовать и по сей день.

## История

### Третья ойрато-маньчжурская война

Сражение уйгуров с цинскими войсками, 1757 год
Сражение уйгуров с цинскими войсками, 1757 год
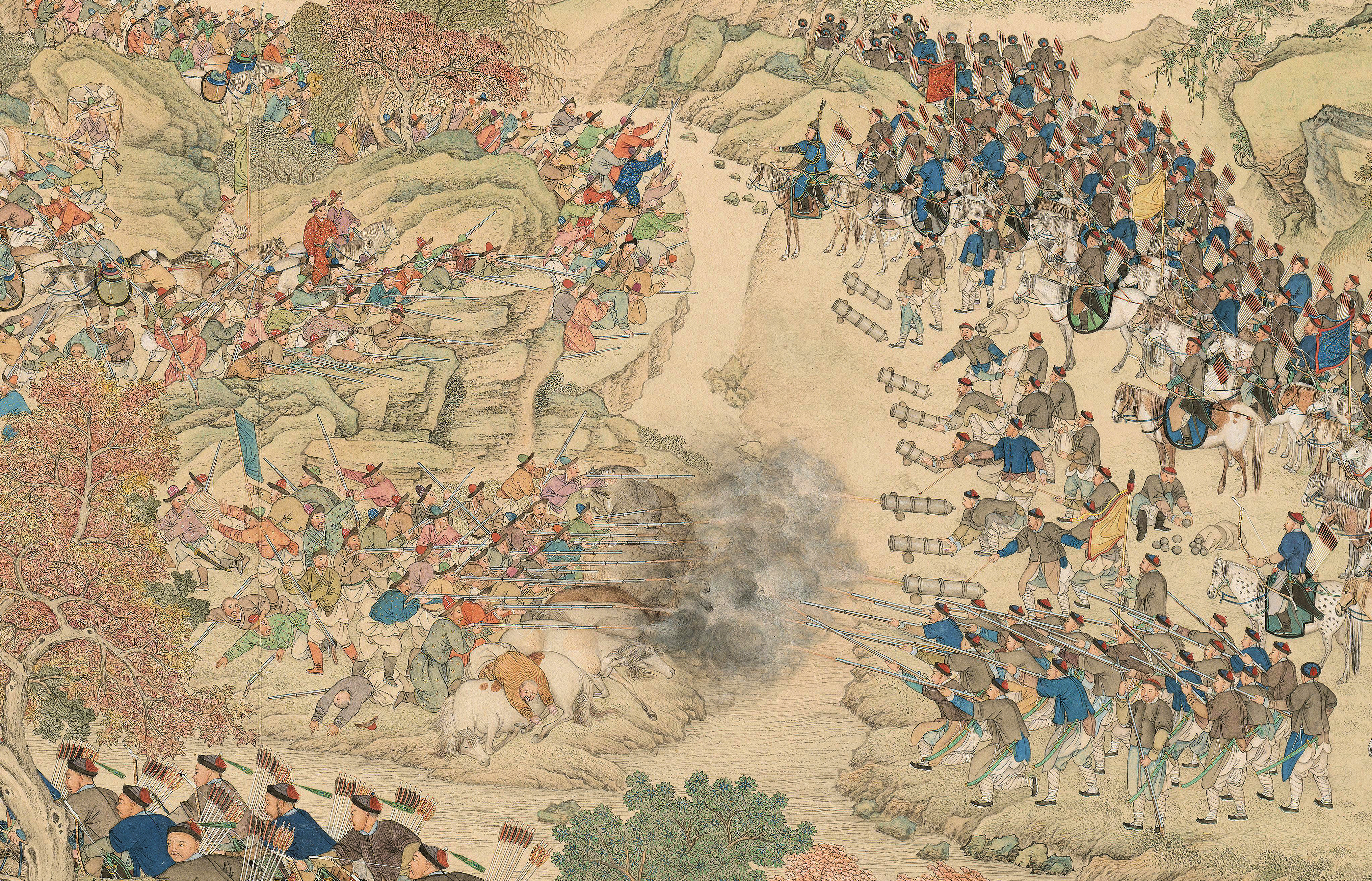
Сражение у озера Яшилькуль, 1759 год
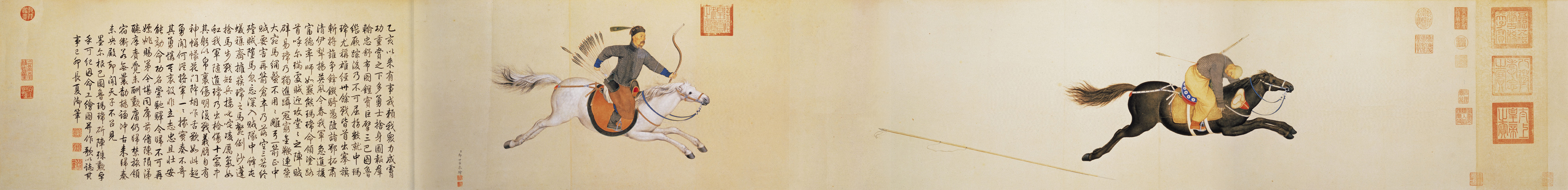
Раненый уйгурский воин, 1759 год
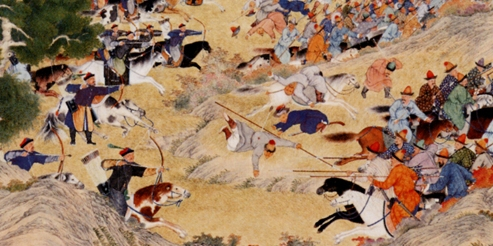
Битва при Курмане, 1759 год

### XVIII-XIX века
- 1760 — образование цинского наместничества, подавление кашгарского восстания.
- 1764—1765 — восстание в Уч-Турфане во главе с Рахматуллой — уничтожение всех жителей Уч-Турфана, насильственное переселение уйгур других регионов в Илийский край.
- 1814 — восстание во главе с Тилла-кари.
- 1816 — восстание во главе с Зияутдином.
- 1818 — первое восстание Джангир-ходжи (сын Самсак-ходжи).
- 1826—1828 — повторное восстание Джангир-ходжи, взятие восставшими Кашгара, Яркенда, Хотана, Янгигиссара. Наступление на Аксу, Учтурфан, Карашар, Кучар. Поражение восставших. Предательство. Казнь Джангир-ходжи в Пекине.

«После джангирского восстания обнаружилась вся слабость китайцев, которые до тех пор для азиатцев казались непобедимыми. Кашгарские патриоты ожили духом и получили новую и сильную надежду к возвращению самостоятельности своего Отечества» Чокан Валиханов.

- 1830 — восстание брата Джангир-Ходжи, Юсуф-ходжи. Взятие восставшими Кашгара, Янгиссара.
- 1847 — восстание семи ходжей, взятие восставшими Кашгара, Янгигиссара.
- 1855—1856 — восстание во главе с Валихан-Тюря. Взятие Кашгара.
- 1864 — Кучарское восстание во главе с лидером каратаглыков Рашиддин-ходжой. Восстания в Кашгаре, Яркенде, Хотане. Восстание перекинулось на север, выступление в Илийском крае, Чугучаке. Уничтожение власти цинской империи на территории Восточного Туркестана (Уйгурстана). Принятие Рашиддин-ходжой титула Хан-ходжи. Образование трех государств: Йеттишар, Илийский султанат, Дунганский эмират.
- 1871 — присоединение к Российской империи Илийского края.
- 1878—1879 — карательная операция 80 тыс. цинской армии, вооружённой европейским оружием, во главе с генералом Цзо Цзунтаном. Падение Йеттишара.
- 1881 — возврат русскими Илийского края Цинской империи. Переселение уйгуров в Семиречье.
- 1884 — образование провинции Синьцзян, с административным центром в городе Урумчи.

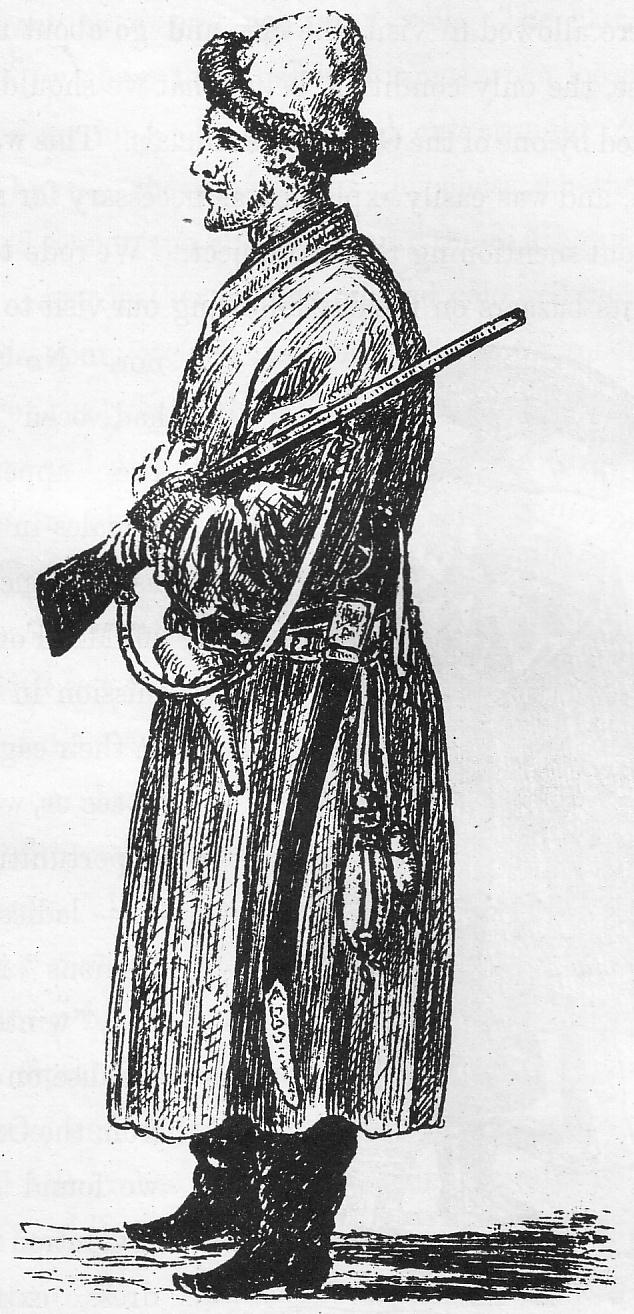
солдат государства Йеттишар
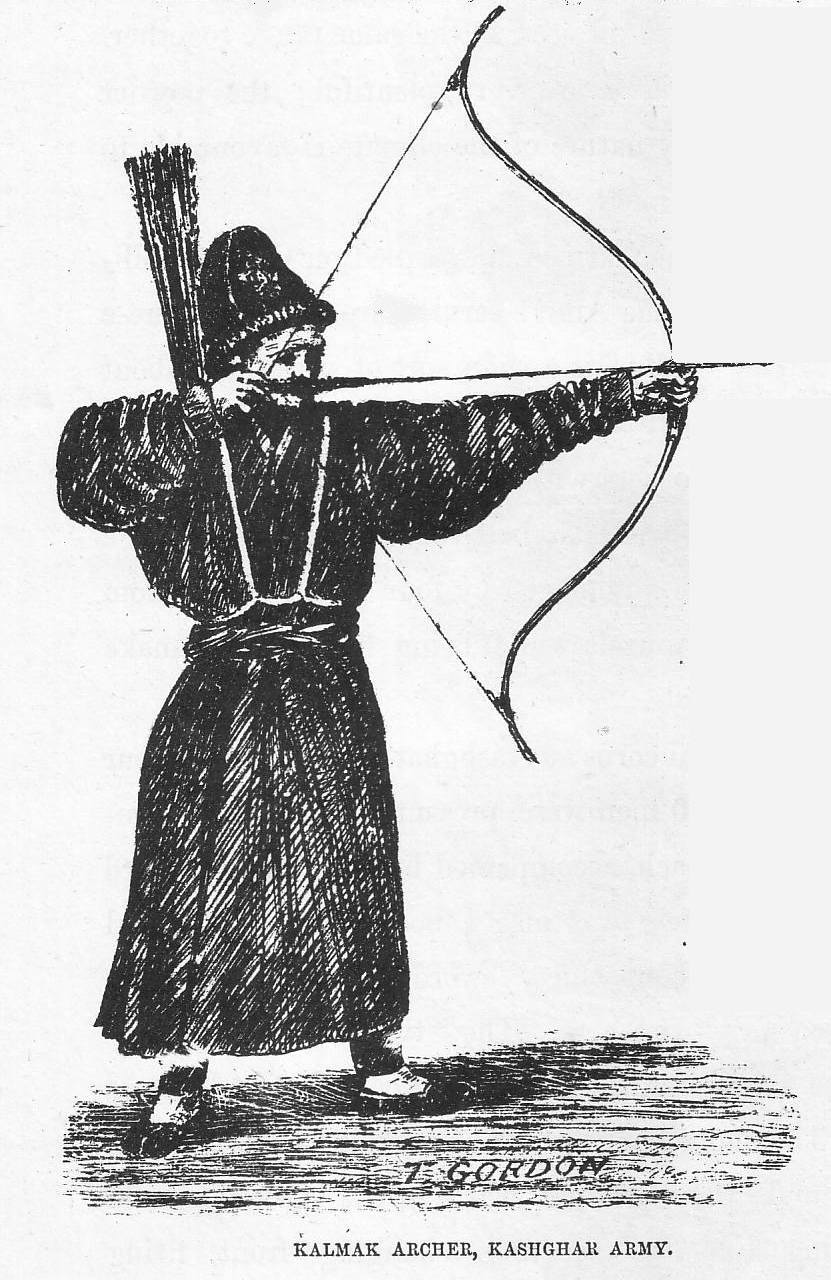
солдат государства Йеттишар
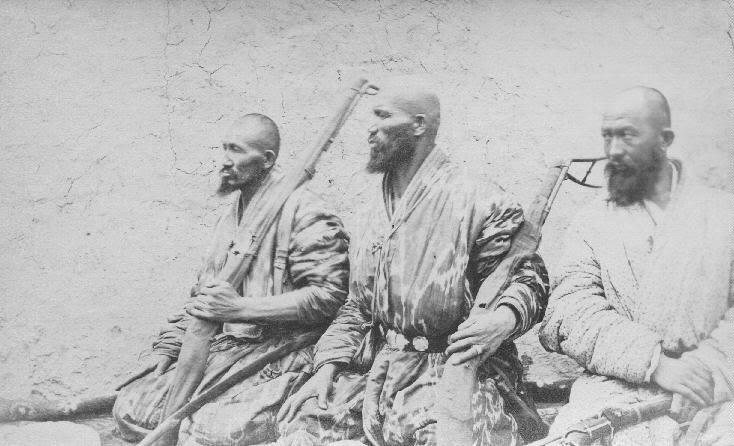
Войска государства Йеттишар
Войска государства Йеттишар
Алахан Султан правитель государства Илийский султанат
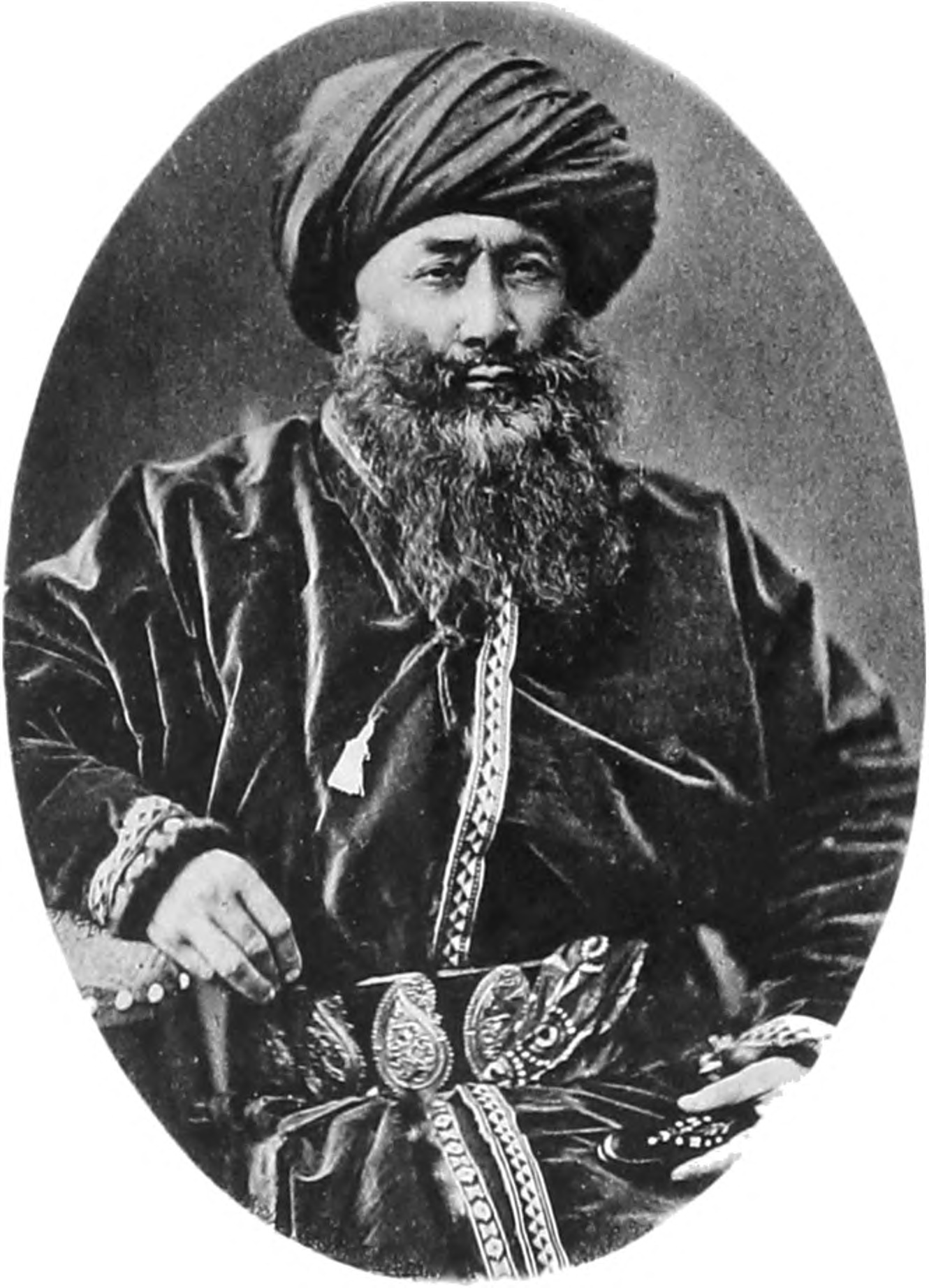
Якуб-бек правитель государства Йеттишар

### Первая половина XX века
- 1912—1913 — восстание кумульских уйгур под предводительством Тимура Халпы.
- 1931—1934 — восстание кумульских уйгур во главе с Ходжа Нияз-хаджимом.
- 1932 — Турфанское восстание под предводительством семьи Мухити. Объединение сил кумульских и турфанских повстанцев.
- 1933 — начало восстания в Хотане, под предводительством семьи Богра. Освобождение Яркенда и Кашгара. Провозглашение Тюркской Исламской Республики Восточный Туркестан (ТИРВТ) в Кашгаре, президентом объявляется Ходжа Нияз, премьер-министром Сабит Абдулбаки Дамулла.
- 1934 — ТИРВТ уничтожается объединенными силами дунган во главе с Ма Чжунином, китайцев, и специально созданной алтайской армией СССР.
- 1937 — восстание 6-й уйгурской дивизии (бывшая дивизия Махмута Мухити), по руководством Абдуниязбек Камала. Подавление восстания объединенными китайско-советскими воинскими частями. Казнь Ходжи Нияз-хаджима.
- 1943 — илийское восстание мусульманских народов.
- 1944 — провозглашение Восточно-Туркестанской Республики (ВТР), формирование правительства во главе с Алихан Тура Сагуний.
- 1946 — похищение советскими спецслужбами президента ВТР Алихан Тура, формирование нового правительства во главе с Ахметжаном Касыми.
- 1949 — вхождение Синьцзяна в состав КНР.

Хотанские повстанцы, 1933
Хотанский солдат, 1930-е
Комульский офицер, 1930-е
Хотанские повстанцы, 1930-е
Сабит Дамулла, премьер-министр ТИРВТ, 1933-1934
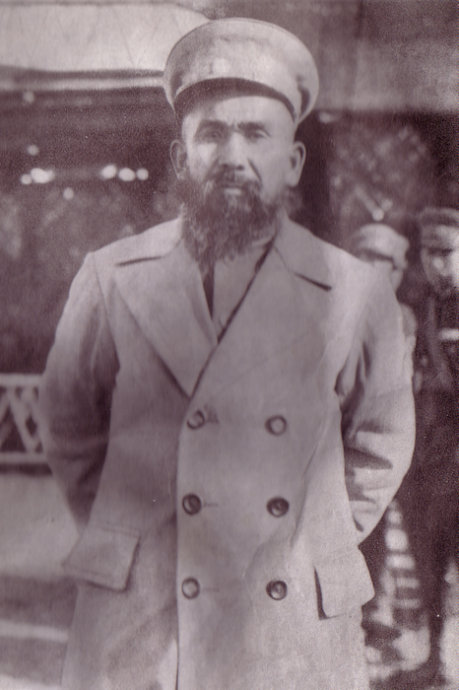
Ходжа Нияз хаджим, президент ТИРВТ, 1933-1934
правительство ТИРВТ

### Вторая половина XX века
Бывший сотрудник ГРУ Анатоль Тарас утверждает, что в начале 1970-х годов ГРУ пробовало создать в КНР подпольную сеть из уйгуров на случай войны с КНР и что в последующем уйгуры на этой основе создали ряд так называемых «революционных организаций», которые начали вооруженное сопротивление.
После того как состоялось так называемое освобождение «Западного Туркестана» (Казахстана, Кыргызстана, Таджикистана, Туркмении и Узбекистана) после распада СССР в 1991 году, призывы к созданию Уйгурстана и освобождению Восточного Туркестана от Китая начали появляться снова по всей Средней Азии.
В 1960-х годах в Синьцзяне при поддержке СССР действовала Народно-революционная партия Восточного Туркестана. После безуспешной попытки восстания в 1969 году её силы ослабевали до самого роспуска в 1989 году.

### XXI век
В 2007 году в уезде Акто состоялось сражение между исламистами и полицией КНР.
Китайские средства массовой информации, как правило, не сообщают об антиправительственных выступлениях уйгур или приписывают их «террористам» и «экстремистам». Тем не менее, в международные СМИ просочились сообщения о волнениях в Восточном Туркестане, имевших место в 2008 году.
5-7 июля 2009 года, в результате подавления полицией массовых выступлений уйгур, по меньшей мере 129 человек погибло и около 1600 было ранено (согласно официальным заявлениям китайских властей). Местные власти потребовали применения высшей меры наказания по отношению к «зачинщикам беспорядков». По данным уйгурских эмигрантов, число погибших достигло 600.

#### Всемирный Уйгурский Конгресс
Создан в апреле 2004 года, представляет собой зонтичную организацию, объединяющую все уйгурские общины. В настоящее время организацию возглавляет Рабия Кадыр. Организация придерживается принципиально умеренных позиций, отрицая любые насильственные методы достижения политических целей. ВУК своей целью ставит достижение подлинной автономии, предоставляемой автономным районам конституцией КНР. Тем не менее Китаем признается как террористическая организация. ВУК был обвинён в организации трагических событий в Урумчи в июле 2009 года. Штаб организации базируется в Мюнхене.

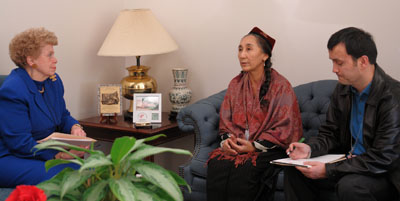
президент ВУК, Рабия Кадыр и секретарь Алим Саитофф, 2006г.

#### Исламское движение Восточного Туркестана
Организация была создана в начале 90-х годов Хасаном Махсумом (убит пакистанскими спецслужбами в 2003 году). Идеологически организация близка к радикальным суннитским группировкам, бывший лидер Хасан Махсум был известным теологом в Кашгаре, за свои политические убеждения отсидел три года в китайской исправительной колонии. По утверждениям китайских СМИ, ИДВТ имело лагеря по подготовке боевиков на территории Афганистана, но достоверных данных об их существовании не имеется.